# Cecilia Underwood
Cecilia Underwood, född 1785, död 1873, var från 1831 morganatiskt gift med prins August Fredrik, hertig av Sussex. 
Hon var dotter till Arthur Gore, 2:e earl av Arran, och Elizabeth Underwood och gifte sig 1815 med sir George Buggin (död 1825). De fick inga barn. Den 2 maj 1831 gifte hon sig med prins August Fredrik i London. Äktenskapet var illegalt enligt Royal Marriages Act 1772 och Cecilia kallade sig därför lady Cecilia Underwood. 
Paret bodde öppet tillsammans i Kensington Palace, men etiketten gjorde att hon hade svårt att umgås offentligt med sin man och hans familj, då hon enligt sin rang till exempel inte fick sitta ned med maken. År 1840 fick hon av drottning Viktoria av Storbritannien titeln hertiginna av Inverness för att kompensera för detta. Hon fortsatte att bebo en våning i Kensington Palace även som änka, ända fram till sin död.